# Григорий Болгарин
Митрополит Григорий Болгарин (?, Османская Болгария — начало 1474, Новгород-Волынский) — митрополит Киевский, Галицкий и всея Руси (1458—1473).

## Биография
По происхождению болгарин. Григорий был протодиаконом и заместителем Исидора — митрополита Русской церкви. Григорий вместе с Исидором являлись сторонниками Флорентийской унии. В 1444 году Григорий переехал в Рим, где проживал до 1452 года. Потом прибыл в Константинополь и был назначен игуменом монастыря в честь святого Димитрия.
В октябре 1458 года состоялось официальное отречение Исидора от титула митрополита Киевского и всея Руси в пользу Григория (по одним сведениям, под давлением Римского папы Калликста III, возможно, по преклонной старости Исидора, а также в связи с принятием им 20 апреля титулярного сана латинского патриарха Константинопольского). В том же 1458 году, уже 21 июля, в нарушение церковных канонов, Григория Болгарина посвятил в сан митрополита Киевского, Литовского и всей нижней России (митрополита Киевского, Галицкого и всея Руси) уже низложенный, изгнанный к тому времени из Константинополя и проживавший в Риме бывший патриарх-униат Григорий III Мамма. Однако, новопоставленный митрополит Григорий не успел получить из рук папы Каликста III ставленной грамоты, так как последний весьма вскоре 6 августа скончался и грамоту Григорию 11 сентября 1458 года давал уже новый папа — Пий II.
После чего Пий II послал митрополита Григория к польскому королю Казимиру IV Ягеллончику с просьбой содействовать передаче Григорию из рук пребывавшего в Москве митрополита Ионы Киевской кафедры (а самое главное, девяти западнорусских епархий, находившихся под властью Литвы и Польши — Смоленской, Черниговской, Туровской, Владимирской, Луцкой, Галицкой Перемышльской, и Холмской). В Москве Григория-униата не признали, но ряд православных епископов в Польше и Литве были вынуждены ему подчиниться.
В середине 1460-х вступил в сношения с православным патриархом в Константинополе, и грамотой от 14 февраля 1467 года патриарх Дионисий I предложил всем русским землям принять его как единственного законного митрополита, признанного Константинополем. 
По другим сведениям, недовольство православной паствы в Литве и Польше, в том числе, православной партии в среде польско-литовской шляхты, а также среди православных епископов привело к тому, что Григорий не осмелился даже появиться в Киеве, жил при дворе Великого князя литовского Казимира Ягеллончика (который одновременно был и польским королём) и умер в Новогродке Литовском в 1472 (1473) году.